# 井川大橋

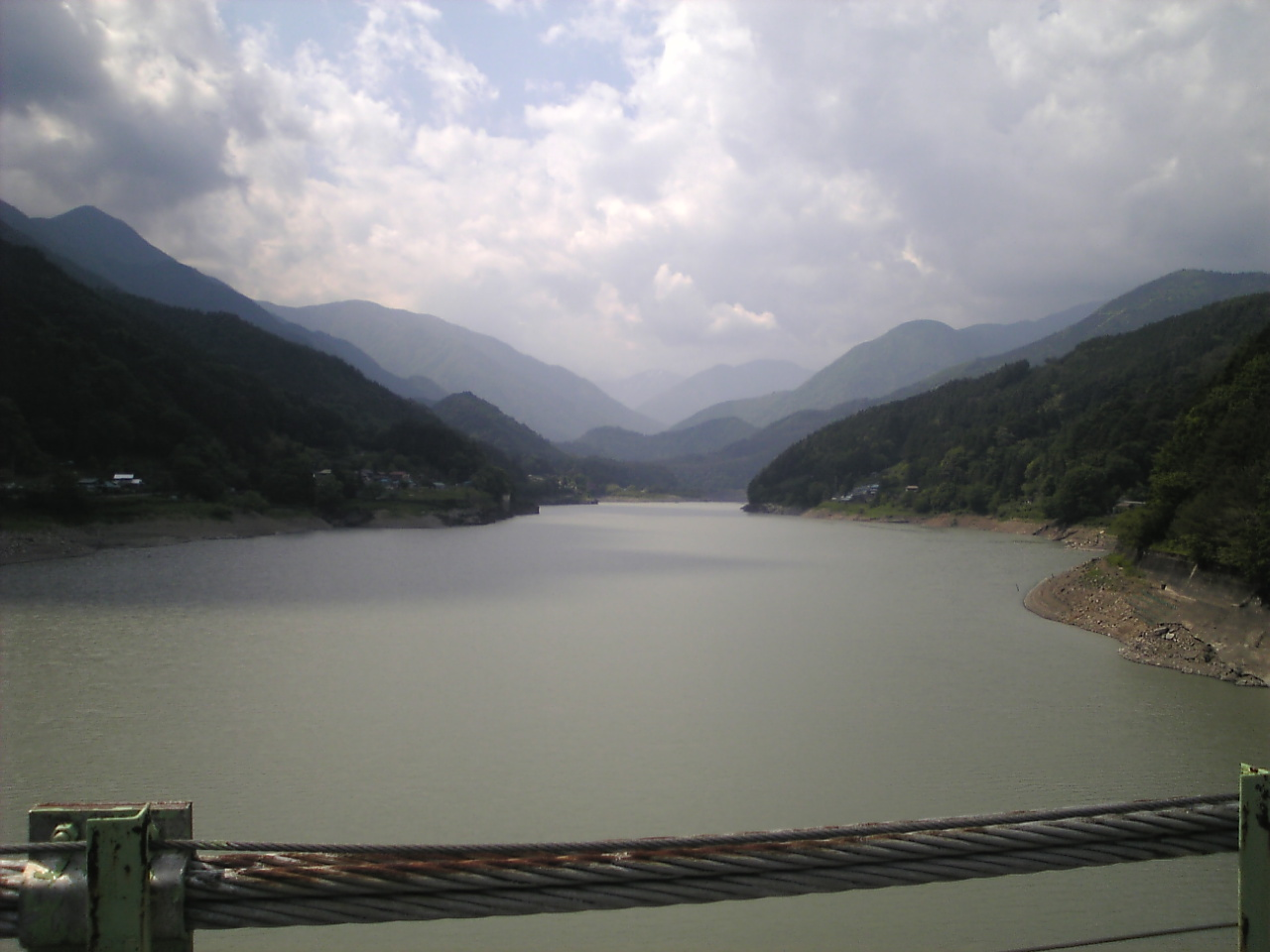
橋上より上流（2010年6月）

井川大橋（いかわおおはし）は、静岡県静岡市葵区岩崎（旧安倍郡井川村内）にある、井川湖にかかる吊橋である。

## 概要
井川ダム竣工による旧井川村の水没に対して、補償事業というかたちで建設された。井川湖西岸の静岡県道60号南アルプス公園線と、東岸の市道を結ぶ。道路橋であり、総重量2tまでの車両が通行可能であるが、車両1台分の幅員しかないため交互通行が原則となる。東岸は崖沿いの狭隘な市道から直角に接続しているため、大柄な車両での通過には注意を要する。当初の路面は一面の板張りだったが、現在ではタイヤが通過する部分に一対の床板が敷かれている。
オクシズ100選に選ばれている。